# 横山村 (大分県)
横山村（よこやまむら）は、大分県宇佐郡にあった村。現在の宇佐市の一部にあたる。

## 地理
伊呂波川の下中流域に位置していた。

## 歴史
- 1889年（明治22年）4月1日、町村制の施行により、宇佐郡上元重村、木内村、今成村、中村、山袋村、黒村、山下村、下元重村、末村が合併して村制施行し、横山村が発足[1][2]。旧村名を継承した上元重、木内、今成、中、山袋、黒、山下、下元重、末の9大字を編成[2]。
- 1922年（大正11年）横山村信用購買組合（大字上元重）設立[2]
- 1954年（昭和29年）3月31日、宇佐郡四日市町、天津村、長峰村、麻生村、糸口村、高家村、八幡村と合併し、四日市町が存続して廃止された[1][2]。

## 産業
- 農業[2]

## 教育
- 1915年（大正4年）村立実業補習学校開校[2]